# Low (singel Kelly Clarkson)
Low – ballada pop rockowa autorstwa Jimmy’ego Harry’ego, wyprodukowana przez Clifa Magnessa na potrzeby debiutanckiego albumu studyjnego Kelly Clarkson, Thankful (2003). Utwór wydany został jako trzeci w USA, oraz drugi światowy singel z płyty. W Wielkiej Brytanii mała płyta ukazała się jako podwójna strona A, wraz z utworem „The Trouble with Love Is”.